# Bokoshe (Oklahoma)
Bokoshe es un pueblo ubicado en el condado de Le Flore en el estado estadounidense de Oklahoma. En el año 2010 tenía una población de 512 habitantes y una densidad poblacional de 365,71 personas por km².

## Geografía
Bokoshe se encuentra ubicado en las coordenadas 35°11′17″N 94°47′26″O / 35.18806, -94.79056 (35.188150, -94.790519).

## Demografía
Según la Oficina del Censo en 2000 los ingresos medios por hogar en la localidad eran de $21,250 y los ingresos medios por familia eran $29,375. Los hombres tenían unos ingresos medios de $26,250 frente a los $17,813 para las mujeres. La renta per cápita para la localidad era de $11,100. Alrededor del 27.9% de la población estaban por debajo del umbral de pobreza.